# Staników Żleb

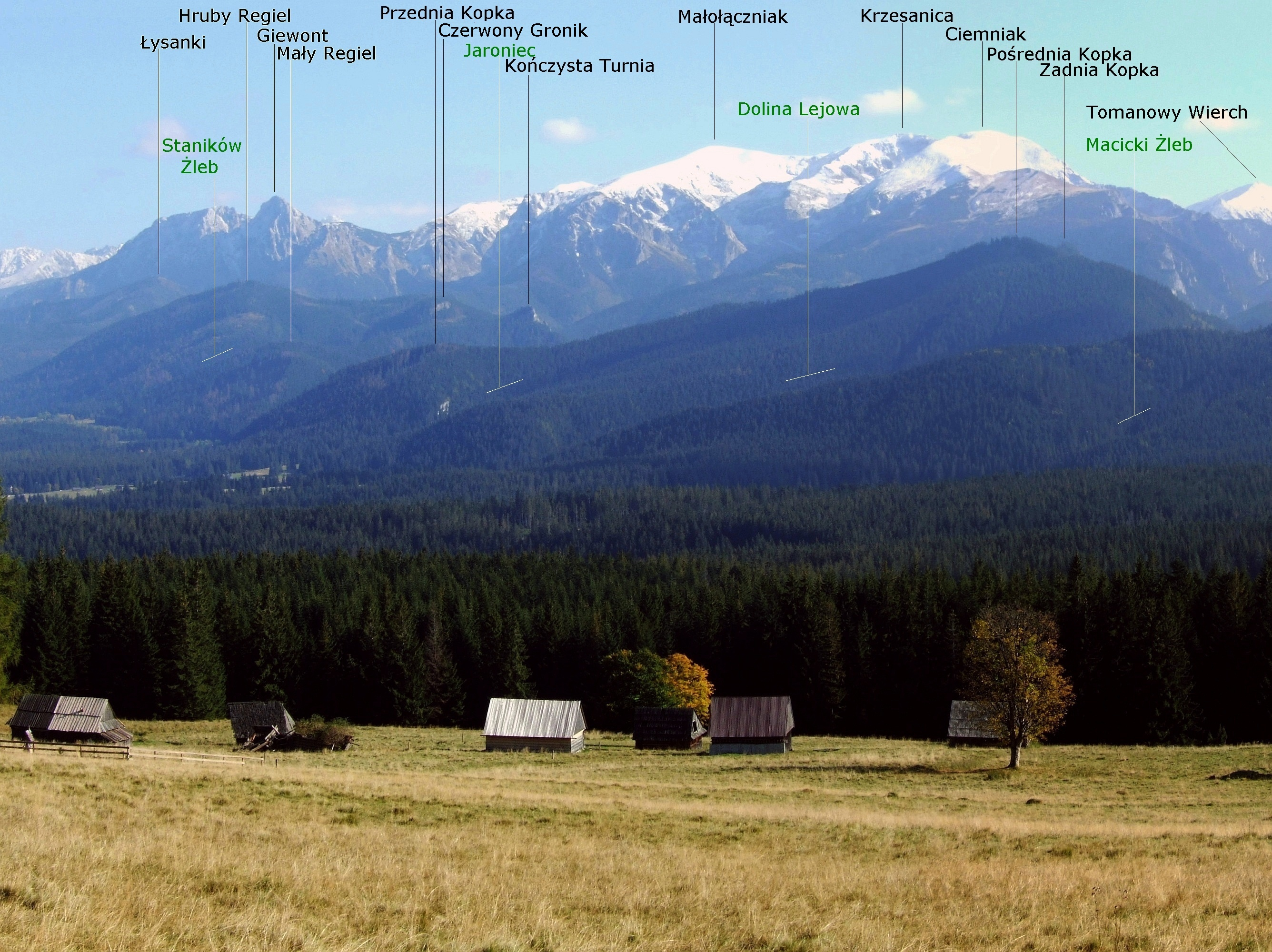
Widok z polany Koszarzyska

Staników Żleb – mała, wąska i głęboko wcięta dolina reglowa w Tatrach Zachodnich, znajdująca się pomiędzy Doliną Małej Łąki a Doliną Kościeliską. Jest najbardziej wysuniętą na wschód odnogą doliny Czarnego Dunajca. Rozdziela wzniesienia Hrubego Regla (1339 m) i Małego Regla (1140 m). Na dużej części ma charakter żlebu. Ma wylot na Nędzówce przy Drodze pod Reglami, górą podchodzi pod Wyżnie Stanikowe Siodło (1271 m), polankę Jaworzynka Miętusia (1271 m) i Czerwony Gronik (1294 m). Jest całkowicie zalesiona. Jej dnem płynie Staników Potok, stanowiący dopływ Antałowskiego Potoku. Nazwa doliny wywodzi się od góralskiego nazwiska Stanik.
Po zachodniej stronie doliny znajdują się dwie jaskinie: Dziura Stanikowa Niżnia i Dziura Stanikowa Wyżnia. Z rzadkich roślin występuje sit trójłuskowy – gatunek w Polsce występujący tylko w Tatrach i to na nielicznych stanowiskach.

## Szlaki turystyczne
Nędzówka – Staników Żleb – Jaworzynka Miętusia – Wyżnie Stanikowe Siodło – Przysłop Miętusi. Czas przejścia: 1:30 h, z powrotem 1:10 h. Prowadzi przez las, częściowo wzdłuż strumienia. Rzadko uczęszczana.
Obecnie (2016 rok) jest to jedyny szlak pozwalający przez cały rok na wejście w głąb Tatrzańskiego Parku Narodowego bez uiszczania opłat (bezpłatne dolinki Za Bramką i Ku Dziurze nie mają połączenia z innymi szlakami).